# سنگ‌وارث
سنگ وارث (در زبان مازندرانی: سَنگِ وارث sange vāres)، از محله های شهر هچیرود از توابع بخش مرکزی شهرستان چالوس در استان مازندران ایران.

## جمعیت
این روستا در دهستان کلارستاق غربی قرار دارد و براساس سرشماری مرکز آمار ایران در سال ۱۳۸۵، جمعیت آن ۹۵۷ نفر (۲۶۷خانوار) بوده‌است. مردم سنگ‌وارث از قومیت طبری هستند. مردم سنگ‌وارث به زبان طبری با گویش چالوسی سخن می‌گویند.